# Borjana Krišto
Borjana Krišto (ur. 13 sierpnia 1961 w Livnie) – bośniacka polityk, prezydent Federacji Bośni i Hercegowiny od 21 lutego 2007 do 17 marca 2011, premier Bośni i Hercegowiny od 25 stycznia 2023.
Krišto w 1983 ukończyła prawo na Uniwersytecie w Banja Luce. W wyborach w 2002 została wybrana do izby niższej parlamentu Federacji BiH. W latach 2003–2007 zajmowała stanowisko ministra sprawiedliwości w rządzie Ahmeta Hadžipašicia.